# Liste d'écrivains de Sierra Leone

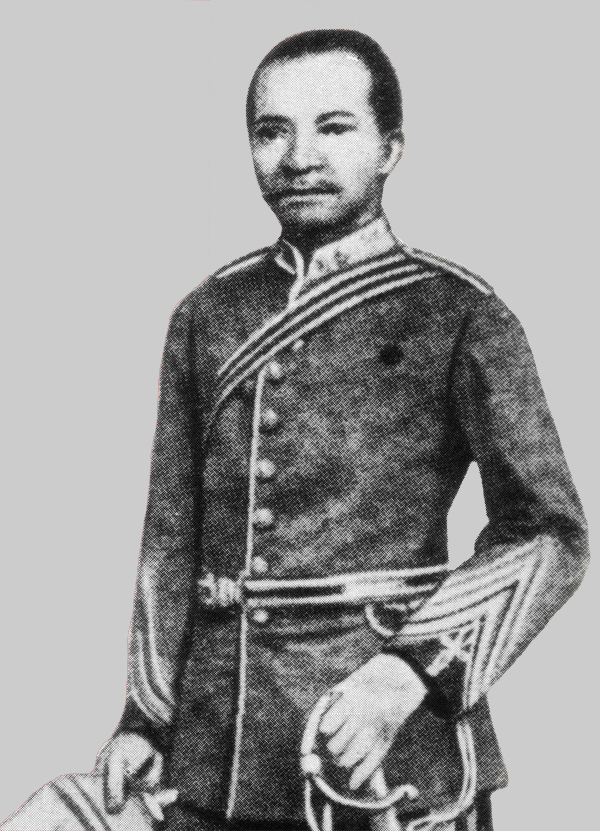
Africanus Horton

Cette liste recense les écrivains sierra-léonais :
- John Akar (en) (1927-1975), dramaturge et diplomate[1].
- Gaston Bart-Williams (de) (1938-1990), écrivain et journaliste exilé[1].
- Ishmael Beah (1980-), enfant soldat et écrivain.
- Edward Wilmot Blyden (1832-1912), universitaire et diplomate.
- Adelaide Casely-Hayford (1868-1960), écrivain (nouvelles)[2],[3].
- Gladys Casely-Hayford (1904-1950), poète également associé au Ghana[2],[3].
- Syl Cheney-Coker (en) (1945 / 47-), poète, journaliste et romancière[2],[3].
- Robert Benjamin Ageh Wellesley Cole (en) (1907-1995), chirurgien et écrivain autobiographe[1].
- William Farquhar Conton (en) (1925-), éducateur, historien et romancier également associé à la Gambie[2] ,[3].
- Raymond Sarif Easmon (en) (1913-), médecin, dramaturge et romancier[1],[2],[3].
- Aminatta Forna (1964-), mémorialiste et romancière.
- Africanus Horton (en) (1835-1883), écrivain nationaliste créole africain[1].
- Delia Jarrett-Macauley (en), universitaire et romancière[4].
- Lemuel A. Johnson (1940 / 41-2002), poète et universitaire[2],[3].
- Eldred Durosimi Jones (en) (1925-), universitaire et critique littéraire[1].
- Yulisa Amadu Maddy (en) (1936-), dramaturge, romancier et chorégraphe[1],[2],[3].
- Ambrose Massaquoi (1964-), poète, musicien et pédagogue[5].
- Davidson Nicol (en) (1924-1994), médecin et auteur de nouvelles[1],[2],[3].
- Lenrie Peters (en) (1932-2009), poète également associé à la Gambie[2].
- Ekundayo Rowe (1937-), journaliste et auteur de nouvelles[1].
- Lammin Sullay (fi) (1965-2004), journaliste, et écrivain.

## Source de la traduction
- (en) Cet article est partiellement ou en totalité issu de l’article de Wikipédia en anglais intitulé « List of Sierra Leonean writers » (voir la liste des auteurs).